# Воєводина (футбольний клуб)
Воєво́дина (серб. Фудбалски клуб Војводина Нови Сад) — сербський футбольний клуб із міста Нового Сада, заснований 1914 року. Виступає у сербській Суперлізі.

## Досягнення
- Чемпіон Югославії — 1965/66, 1988/89
- Срібний призер Чемпіонату Югославії — 1956/57, 1961/62, 1974/75
- Срібний призер Чемпіонату Сербії — 2008/09
- Володар Кубка Мітропи — 1977
- Фіналіст Кубка Югославії — 1951, 1997
- Володар Кубка Сербії — 2013/14, 2019/20
- Фіналіст Кубка Сербії — 2006/07, 2009/10, 2010/11, 2012/13, 2023/24, 2024/25
- Фіналіст Кубка Інтертото — 1998

## Посилання

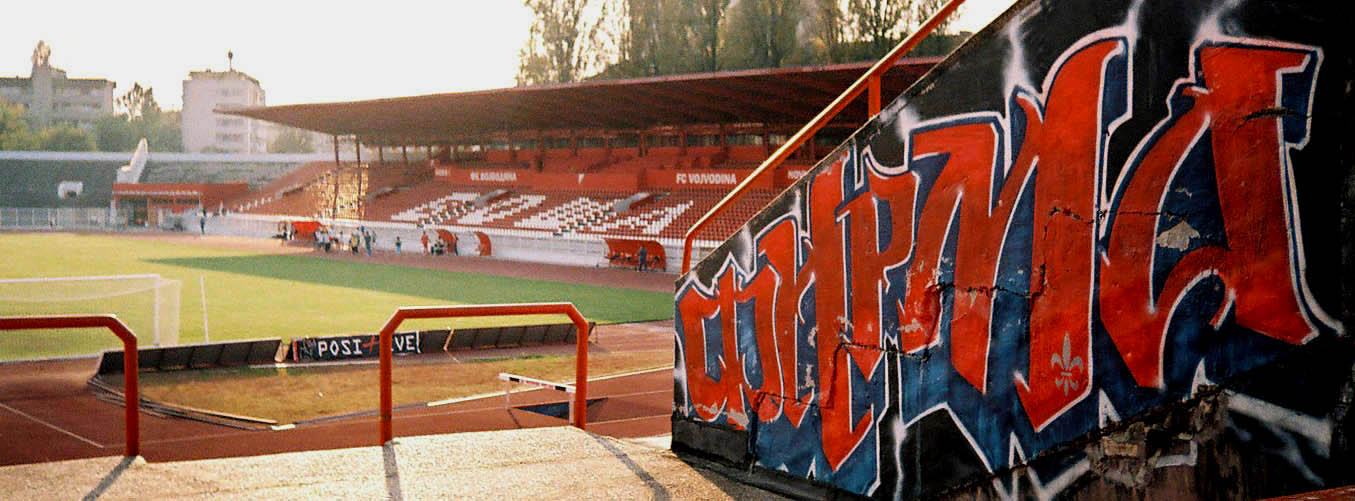
Стадіон «Караджордже»